# Fritz Reiner
Fritz Reiner (Budapest, 19 dicembre 1888 – New York, 15 novembre 1963) è stato un direttore d'orchestra ungherese naturalizzato statunitense.

## Biografia

### Carriera
Dopo iniziali studi in giurisprudenza, su pressione del padre, proseguì gli studi in pianoforte e composizione a Budapest presso la Accademia Musicale Franz Liszt, e fu maestro e sostituto alla Komische Oper. Negli ultimi due anni da allievo il suo maestro di pianoforte fu un giovane Béla Bartók.
Ricoprì poi il posto di Kapellmeister a Lubiana, e fu direttore delle opere di Budapest e di Dresda. Nello stesso tempo appariva, quale direttore ospite, ad Amburgo, Berlino e Vienna.
Si trasferì negli Stati Uniti nel 1922, per assumere la carica di direttore principale, che era stato di Eugène Ysaÿe, della Cincinnati Symphony Orchestra fino al 1931. Essendo diventato cittadino statunitense nel 1928, iniziò ad insegnare presso il Curtis Institute of Music di Filadelfia, dove furono suoi allievi Leonard Bernstein, Samuel Barber e Lukas Foss.
Per un decennio diresse la Pittsburg Symphony Orchestra (1938- 1948), con cui fece alcune registrazioni per la Columbia Records. Poi trascorse diversi anni presso il Metropolitan Opera, dove condusse una produzione storica di "Salomè" nel 1949, con il soprano bulgaro Lyuba Welitsch, e la prima americana di " The Rake Progress" di Igor' Fëdorovič Stravinskij nel 1951.
Anche se il suo successo fu principalmente americano, fu molto attivo anche in Europa dopo la Seconda guerra mondiale. I 10 anni trascorsi a Chicago segnarono probabilmente l'apice della carriera, come ricordano oggi le molte registrazioni RCA Victor con l'Orchestra Hall di Chicago nel periodo 1954-1962. L'ultima registrazione fu la Quarta Sinfonia di Brahms con la Royal Philharmonic Orchestra di Londra.

### Vita personale
Si sposò per tre volte; la prima e la seconda moglie, Elca e Berthe Gardini, erano entrambe figlie del famoso soprano ungherese Etelka Gerster; ebbe tre figlie, di cui una fuori dal matrimonio. Negli ultimi anni la sua salute registrò un peggioramento a causa di un grave attacco cardiaco subito nell'ottobre del 1960.

## Discografia
- Bartók, Concerto for Orchestra - Fritz Reiner/Chicago Symphony Orchestra, 1956 RCA Victor Red Seal – Grammy Hall of Fame Award 1998
- Bartók, Music For Strings, Percussion And Celesta/Hungarian Sketches - Reiner/Chicago Symphony, 1960 RCA Victor Red seal – Grammy Award for Best Orchestral Performance 1961
- Berlioz: Les nuits d'été, Op. 7 - Manuel de Falla: El Amor Brujo - Leontyne Price/Fritz Reiner/Chicago Symphony Orchestra, 1964 Sony
- Bizet: Carmen - Fritz Reiner/Risë Stevens/Nadine Conner/Richard Tucker/Paolo Silveri/Metropolitan Opera Orchestra, Sony/The Metropolitan Opera
- Bizet: Carmen - Risë Stevens, Jan Peerce, Licia Albanese, Robert Merrill, dir. Fritz Reiner - RCA 1951 - Grammy Hall of Fame Award 2008
- Brahms: Symphony No. 3 in F Major, Op. 90 - Beethoven: Symphony No. 1 in C Major, Op. 21 - Fritz Reiner, 1958/1962 RCA/Sony
- Haydn: Symphony No. 101 in D Major "The Clock" & Symphony No. 95 in C Minor - Fritz Reiner, 1964 Sony
- Hovhaness: Mysterious Mountain - Prokofiev: Lieutenant Kijé - Stravinsky: The Fairy's Kiss: Divertimento - Fritz Reiner/Chicago Symphony Orchestra, BMG/RCA
- Mussorgsky: Pictures At an Exhibition - Fritz Reiner/Chicago Symphony Orchestra, 1957 BMG/RCA
- Rachmaninov: Piano Concerto No. 2 - Arthur Rubinstein/Chicago Symphony Orchestra/Fritz Reiner, Saland Publishing
- Rubinstein Collection, Vol. 35: Rachmaninoff: Piano Concerto No.2; Rhapsody on a Theme of Paganini; Prelude - Arthur Rubinstein/Chicago Symphony Orchestra/Fritz Reiner/Nathaniel S. Johnson, BMG
- Rachmaninov & Beethoven: Piano Concertos - Van Cliburn/Chicago Symphony Orchestra/Fritz Reiner, BMG/RCA
- Respighi: Pines of Rome, Fountains of Rome - Debussy: La Mer - Fritz Reiner/Chicago Symphony Orchestra, BMG/RCA
- Rimsky-Korsakov: Schéhérazade, Op. 35 & Stravinsky: Le chant du rossignol - Fritz Reiner/Chicago Symphony Orchestra/Sidney Harth, RCA/Sony
- Rossini: Overtures - Fritz Reiner/Chicago Symphony Orchestra, RCA/BMG
- Schumann, Prokofiev: Piano Concertos - Fritz Reiner/Chicago Symphony Orchestra/Van Cliburn, 1960/1961 BMG/RCA
- Richard Strauss in High Fidelity - Fritz Reiner/Chicago Symphony Orchestra, BMG/RCA
- Richard Strauss: Scenes from Salome and Elektra - Fritz Reiner/Chicago Symphony Orchestra/Inge Borkh, 1972 BMG/RCA
- Richard Strauss: Also sprach Zarathustra, Op. 30 - Don Juan, Op. 20 - Le Bourgeois Gentilhomme: Suite, Op. 60 - Fritz Reiner/Chicago Symphony Orchestra, 1954/1956 Sony/RCA
- Strauss Waltzes - Fritz Reiner/Chicago Symphony Orchestra, 1960 RCA Living Stereo/Soundmark
- Tchaikovsky: Violin Concerto in D, Op. 35 - EP - Jascha Heifetz/Chicago Symphony Orchestra/Fritz Reiner, 1956 Sony
- Tchaikovsky: Overture solennelle, 1812, Op. 49 - Marche slave, Op. 32 - Fritz Reiner/Chicago Symphony Orchestra, 1956/1959 RCA/Sony
- Reiner Conducts Tchaikovsky - Fritz Reiner/Chicago Symphony Orchestra, BMG/RCA
- Tchaikovsky: 1812 Overture, Op. 49 - Fritz Reiner/Chicago Symphony Orchestra, 1956 BMG/RCA
- Verdi: Requiem, Quattro Pezzi Sacri - Fritz Reiner/Giorgio Tozzi/Jussi Björling/Leontyne Price/Los Angeles Philharmonic/Rosalind Elias/Singverein der Gesellschaft der Musikfreunde/The Los Angeles Master Chorale/Wiener Philharmoniker/Zubin Mehta, 1960 Decca
- Verdi: Falstaff - Leonard Warren/Regina Resnik/Metropolitan Opera Orchestra/Fritz Reiner, Sony/The Metropolitan Opera
- Wagner: Der Fliegende Holländer - Fritz Reiner/Thomas Hayward/Sven Nilsson/Hans Hotter/Hertha Glaz/Astrid Varnay/Set Svanholm/Metropolitan Opera Orchestra & Chorus, Sony/The Metropolitan Opera
- Reiner conducts Wagner - Fritz Reiner/Chicago Symphony Orchestra, Sony/RCA
- The Reiner Sound - Fritz Reiner/Chicago Symphony Orchestra, RCA/BMG